# 味生村 (大阪府)
味生村（あじふむら）は、大阪府三島郡にあった村。現在の摂津市の南西部にあたる。

## 地理
- 河川：淀川、安威川、神崎川

## 歴史
- 1889年（明治22年）4月1日 - 町村制の施行により、島下郡別府村・一津屋村・新在家村の区域をもって発足。
- 1896年（明治29年）4月1日 - 所属郡が三島郡に変更。
- 1956年（昭和31年）9月30日 - 味舌町・鳥飼村と合併して三島町が発足。同日味生村廃止。

## 村域
旧村域は、現在の摂津市の町丁に当てはめると、おおよそ以下のようになる。
- 別府、東別府、浜町、北別府町、南別府町
- 一津屋、西一津屋、東一津屋
- 新在家、安威川南町（西部）

## 交通

### 鉄道路線
旧村域に大阪モノレール本線の南摂津駅、JR貨物東海道本線貨物支線の大阪貨物ターミナル駅が所在し、東海道新幹線が通過（鳥飼車両基地が所在）するが、いずれも当時は未開業。

### 道路
旧村域を近畿自動車道が通過するが、当時は未開通。